# 姚曾翼
姚曾翼，浙江钱塘（今浙江杭州）人，清朝政治人物。
姚曾翼曾于1853年接替潘时敏任華亭县知县一职，1856年由陳慶長接任，1856年接替乔学易任崇明县知县一职，1858年由王云鹤接任。